# Leopard Creek Golf Club
De Leopard Creek Golf Club of de Leopard Creek Country Club is een golfclub in Zuid-Afrika. De golfbaan bevindt zich in Malelane, Mpumalanga en ligt tegen de zuidelijke grens van het Kruger National Park.
De golfbaan is door Gary Player ontworpen en heeft veel water. Hole 4 is heel gedenkwaardig, want de green ligt op een hoogte van 32 meter boven het water van de Krokodilrivier, die langs de hole loopt. Er wonen nijlpaarden en krokodillen en aan de overkant, in het Kruger Park, lopen vaak olifanten.
Vooral het einde van de ronde kan een goede score verstoren. Hole 16 van 190 meter is een par-3 waarvan de green aan drie kanten water heeft, en hole 18, een par-5 van 510 meter, heeft een eiland-green naast de green van hole-9. In het omringende water leven ook nijlpaarden.
De baan zelf is als een natuurreservaat met bomen die soms honderden jaren oud zijn en meer dan 200 vogelsoorten.
Op Leopard Creek wordt het Alfred Dunhill Kampioenschap van de Europese PGA Tour en de Sunshine Tour gespeeld.

## Golftoernooien
- Vodacom Open: 2001-2004
- Alfred Dunhill Kampioenschap: 2004-heden